# Karasik
Karasik (biał. Карасік, Karasik) – jezioro na Białorusi, w obwodzie mińskim, w rejonie miadzielskim. Wchodzi w skład Bołduckiej Grupy Jezior. Znajduje się na terenie Parku Krajobrazowego „Błękitne Jeziora”. Położone jest w dorzeczu Straczy, 12,5 km od granicy białorusko-litewskiej. Jego powierzchnia wynosi ok. 0,1 ha, wymiary – ok. 140 na 90 m, głębokość średnia 2 m, głębokość maksymalna 3,8 m. Lustro wody położone jest na wysokości ok. 176 m n.p.m. Długość linii brzegowej wynosi ok. 400 m. Woda ma bury odcień, co świadczy o jej mocnym nasyceniu żelazem.
Jezioro w latach 1922–1939 (1945) leżało na terytorium II Rzeczypospolitej.